# 5300 Sats
5300 Sats è un asteroide della fascia principale. Scoperto nel 1974, presenta un'orbita caratterizzata da un semiasse maggiore pari a 2,2744358 UA e da un'eccentricità di 0,1623511, inclinata di 6,44086° rispetto all'eclittica.